# فرانكلين بيتينكورت
فرانكلين بيتينكورت (بالألمانية: Franklin Bittencourt)‏ هو لاعب كرة قدم ومدرب كرة قدم برازيلي وألماني، ولد في 24 فبراير 1969 في ريو دي جانيرو في البرازيل. لعب مع إنيرجي كوتبوس ولوكوموتيف لايبزيغ ونادي فلومينينسي.

## وصلات خارجية
- فرانكلين بيتينكورت على موقع قاعدة بيانات كرة القدم.إي يو (الإنجليزية)
- فرانكلين بيتينكورت على موقع عالم كرة القدم.نت (الإنجليزية)